# Stephan Kuhnert
Stephan Kuhnert (* 7. September 1960 in Baunatal) ist ein ehemaliger deutscher Fußballtorwart. Er spielte von 1987 bis 1999 in 283 Pflichtspielen für den 1. FSV Mainz 05. Seit 1998 ist er als Torwarttrainer bei den Mainzern.

## Karriere
Kuhnert begann seine Karriere 1969 in der Jugend des KSV Baunatal. Ab 1979 stand er im Kader der ersten Mannschaft des KSV. Im Jahre 1981 wechselte er zu Wormatia Worms, wo er bis 1987 unter Vertrag stand. Für die Rheinhessen bestritt Kuhnert 31 Spiele in der 2. Bundesliga sowie 161 Spiele in der damals drittklassigen Oberliga Südwest. Höhepunkt seiner Zeit in Worms war die Südwestmeisterschaft in der Saison 1985/86, als die Wormatia mit einem Punkt Vorsprung vor dem FSV Salmrohr und Eintracht Trier den ersten Platz der Abschlusstabelle belegte. Diese Platzierung hätte die Wormatia eigentlich zur Teilnahme an der Aufstiegsrunde zur 2. Bundesliga berechtigt, da der Verein seine Lizenzunterlagen allerdings erst verspätet eingereicht hatte, wurde ihm die Teilnahme von Verbandsseite verweigert.
1987 wechselte der Torwart zum Wormser Ligakonkurrenten 1. FSV Mainz 05. Hier wurde er sofort Stammkeeper und stieg in seiner ersten Saison mit den Mainzern in die 2. Fußball-Bundesliga auf. Auch in der 2. Bundesliga blieb er Stammtorwart. Bis zu seinem Karriereende 1999 absolvierte er 211 Spiele in der 2. Liga, 66 Spiele in der Oberliga und 6 Spiele im DFB-Pokal, ehe ihn Dimo Wache verdrängte. Für die zweite Mannschaft der Mainzer machte er 1998 und 1999 noch 18 Spiele in der Verbandsliga.
Seit 1998 ist Kuhnert Torwarttrainer bei Mainz 05.

## Sonstiges
Kuhnert erzielte am 29. Oktober 1989 als zweiter Torwart das Tor des Monats, als er in einem Oberligaspiel gegen Borussia Neunkirchen den gegnerischen Torwart mit einem Abschlag aus der Hand aus über 90 Metern Entfernung überwand.
Außerdem erzielte er am 5. August 1995 im Zweitligaspiel gegen Hannover 96 mit einem Kopfball in der letzten Spielminute den Treffer zum Endstand von 2:2. Das Spiel wurde allerdings wegen des Einsatzes des nicht spielberechtigten Thomas Ziemer im Nachhinein mit 0:2 gewertet.

## Erfolge
- Südwestmeister und Aufstieg in die 2. Bundesliga 1988
- Südwestmeister und Aufstieg in die 2. Bundesliga 1990
- Tor des Monats Oktober 1989
- Aufstieg in die Fußball-Bundesliga 2003/04 und 2008/09